# مينغ تشن
مينغ تشن (بالإنجليزية: Ming Chen)‏ مواليد 1 أغسطس 1974 في يوكليد، الولايات المتحدة، هو ممثل أمريكي بدأ مسيرته الفنية سنة 1999. من أعماله دوغما. درس في جامعة ميشيغان.

## روابط خارجية
- مينغ تشن على موقع IMDb (الإنجليزية)
- مينغ تشن على موقع كينوبويسك (الروسية)